# Skiti (Larisa)

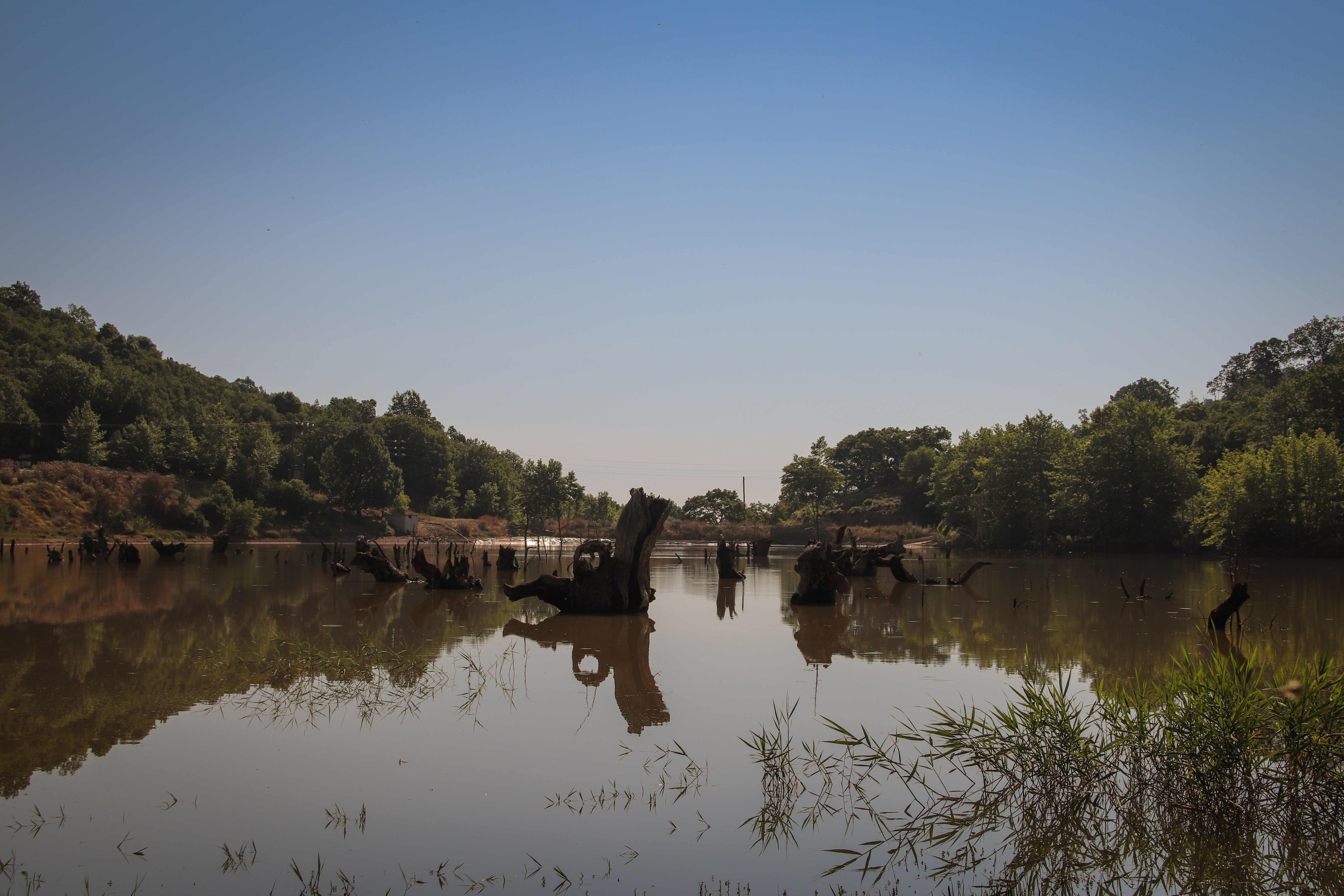

Skiti (en griego: Σκήτη) es un pueblo del municipio de Agiá, en la unidad periférica de Larisa, Grecia.
Su nombre se refiere al lugar en el que los monjes vivían solos apartados de la vida pública. 
Según la investigación histórica, la antigua Melibea se encontraba cerca de Polydendri o Skiti. La antigua Melibea era la ciudad de Filoctetes.
La antigua ciudad se halla al sur del humedal de Bourboulithra. En el noroeste de Skiti se encuentran las ruinas de una fortaleza que muy probablemente pertenecieron a la ciudad bizantina de Kentavroupol. Aproximadamente un kilómetro al noroeste de Skiti (en la nueva carretera que conduce de Larisa a Agiokampos) se encuentra el complejo monástico conocido como la «montaña de las celdas» (Τo όρος των Κελλίων), llamado Santos Anárgiros. El monasterio conserva un mural creado entre los siglos XII y XVI. 